# Rudolf Těsnohlídek
Rudolf Těsnohlídek (Čáslav, 7 de juny de 1882 - Brno, 12 de gener de 1928) fou un escriptor, poeta, periodista i traductor txec. També va utilitzar el pseudònim Arnošt Bellis. El 1920 va escriure Liška Bystrouška que Leoš Janáček va aprofitar per compondre La guineueta astuta.